# Kanadas Grand Prix 2003
Kanadas Grand Prix 2003 var det åttonde av 16 lopp ingående i formel 1-VM 2003.

## Resultat
1. Michael Schumacher, Ferrari, 10 poäng
2. Ralf Schumacher, Williams-BMW, 8
3. Juan Pablo Montoya, Williams-BMW, 6
4. Fernando Alonso, Renault, 5
5. Rubens Barrichello, Ferrari, 4
6. Kimi Räikkönen, McLaren-Mercedes, 3
7. Mark Webber, Jaguar-Cosworth, 2
8. Olivier Panis, Toyota, 1
9. Jos Verstappen, Minardi-Cosworth
10. Antonio Pizzonia, Jaguar-Cosworth
11. Cristiano da Matta, Toyota

### Förare som bröt loppet
- Justin Wilson, Minardi-Cosworth (varv 60, växellåda)
- Jenson Button, BAR-Honda (51, växellåda)
- David Coulthard, McLaren-Mercedes (47, växellåda)
- Nick Heidfeld, Sauber-Petronas (47, motor)
- Jarno Trulli, Renault (22, olycka)
- Giancarlo Fisichella, Jordan-Ford (20, växellåda)
- Ralph Firman, Jordan-Ford (20, motor)
- Jacques Villeneuve, BAR-Honda (14, bromsar)
- Heinz-Harald Frentzen, Sauber-Petronas (6, elsystem)

## VM-ställning
| Förarmästerskapet 1. Michael Schumacher, Ferrari, 54 2. Kimi Räikkönen, McLaren-Mercedes, 51 3. Fernando Alonso, Renault, 34 | Konstruktörsmästerskapet 1. Ferrari, 85 2. McLaren-Mercedes, 76 3. Williams-BMW, 64 |